# Thieffrain
Thieffrain ist eine französische Gemeinde mit 156 Einwohnern (Stand: 1. Januar 2022) im Département Aube in der Region Grand Est (vor 2016 Champagne-Ardenne). Sie gehört zum Arrondissement Troyes und zum Kanton Bar-sur-Seine.

## Lage
Thieffrain liegt etwa 24 Kilometer ostsüdöstlich von Troyes.
Nachbargemeinden sind Vendeuvre-sur-Barse im Norden, Beurey im Osten und Südosten, Magnant im Süden sowie Villy-en-Trodes im Westen.

## Bevölkerungsentwicklung
| Jahr                      | 1962 | 1968 | 1975 | 1982 | 1990 | 1999 | 2006 | 2011 | 2016 |
| ------------------------- | ---- | ---- | ---- | ---- | ---- | ---- | ---- | ---- | ---- |
| Einwohner                 | 165  | 158  | 151  | 130  | 141  | 143  | 157  | 160  | 154  |
| Quelle: Cassini und INSEE |      |      |      |      |      |      |      |      |      |

## Sehenswürdigkeiten
- Kirche Saint-Mammès aus dem 12. Jahrhundert

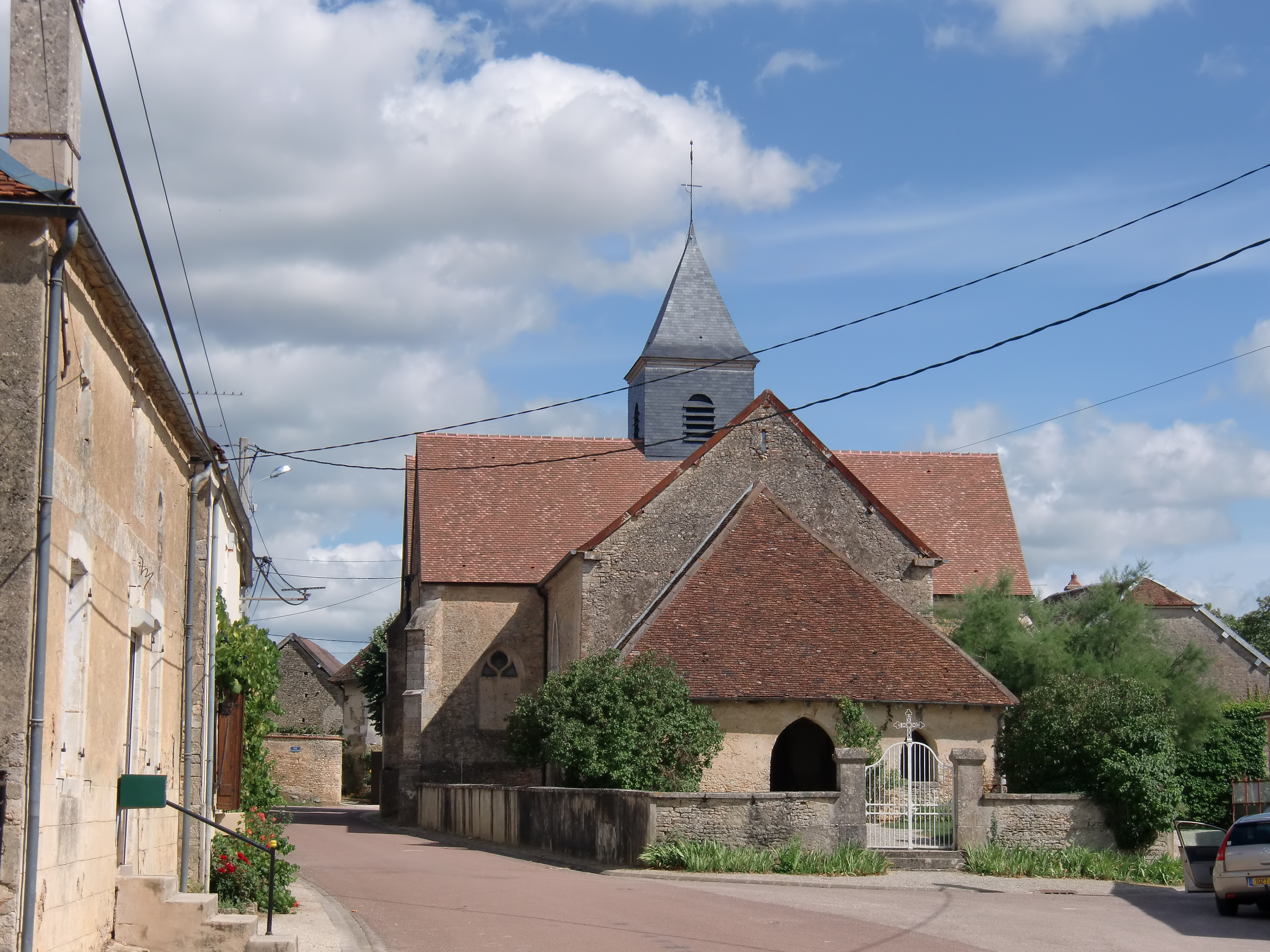
Kirche Saint-Mammès

- Kapelle Saint-Hilaire